# شیده
شیدَه همان پشنگ است، که پدر او را شیده می‌خواند، پسر افراسیاب شاه توران در شاهنامه است. کی‌خسرو شاه ایران او را در آخرین جنگی که به کین‌خواهی سیاوش درگرفت کشت. 
شیده امروزه نامی دخترانه است که برگرفته   از کلمه شید به معنای خورشید مجاز از روشن، روشنایی، درخشش، تابان، آفتاب، زیبایی، زیبارو، نور، لطیف و سپید است 

## شیده در شاهنامه
از شیده بارِ نخست هنگام پناه بردن سیاوش به کشور توران یاد شده است. برای بار دوم، از شیده در داستان خاقان چین چند بار یاد شده است. افراسیاب پیش از این طعم شکست سخت از ایرانیان و زابلیان را چشیده و در این جنگ پیش رو مردد است که نتیجه نبرد چگونه خواهد بود. او برای اطلاع از کیفیت آرایش سپاه کیخسرو ، جاسوسی فرغار نام را برای تجسس به اردوگاه ایرانیان گسیل می‌نماید.
| چنین گفت با شیده افراسیاب   |  | که چون سر برآرد سیاوش ز خواب |
| تو با پهلوانان و خویشان من  |  | کسی کاو بود مهتر انجمن       |
| .                           |  | .                            |
| چو فرغار برگشت و آمد به راه |  | به کارآگهی شد به ایران سپاه  |
| فرستاد و فرزند را پیش خواند |  | بسی راز بایسته با او براند   |
| به شیده چنین گفت کای پر خرد |  | سپاه تو تیمار تو کی خورد     |
| چنین دان که این لشکر بی‌شمار |  | که آمد برین مرز چندین هزار   |
| سپهدارشان رستم شیردل        |  | که از خاک سازد به شمشیر گل   |

### هویت دوگانه
شاهنامه شیده را با هویت دوگانه تحت عنوان پشنگ نیز نام می‌برد؛ ولی این پشنگ نمی‌تواند پورِ پشنگ لقب منوچهر باشد. چون به لحاظ زمانی حیات منوچهر از دورهٔ مزبور دیرین‌تر است، احتمال اینکه پشنگِ نخستْ نیای افراسیاب و پشنگِ دومْ فرزندِ او باشد قوی‌تر است؛ اما این تفکیک در شاهنامه صورت نگرفته است. نظم فوق فرمان افراسیاب به شیده - پسرش - است؛ ولی نخست با نام پشنگ از او یاد می‌شود.
| بفرمود تا پیش او شد پشنگ     |  | که او داشتی چنگ و زور نهنگ    |
| به لشکر چنو نامداری نبود     |  | به هر کار چون او سواری نبود   |
| بر انگیختی اسپ و دمّ پلنگ     |  | گرفتی، بکندی ز نیروی چنگ      |
| همان نیزهٔ آهنین داشتی        |  | به آورد بر کوه بگذاشتی        |
| پشنگست نامش، پدر شیده خواند  |  | که شیده به خورشید تابنده ماند |
| .                            |  | .                             |
| بدو شیده گفت ای خردمند شاه   |  | انوشه بدی تا بود تاج و گاه    |
| به شیده که بودش نبرده پسر    |  | ز گردان جنگی بر آورده سر      |
| هم اندر زمان شیده آنجا رسید  |  | نگهبان ایرانیان را بدید       |
| سپهدارشان شیدهٔ شیر دل        |  | کز آتش ستاند به شمشیر دل      |
| دگر آنکه گفتی که با شیده جنگ |  | بیاراستی چون دلاور پلنگ       |
| به پیران و شیده چه آمد ز شاه |  | بدین نامداردان توران سپاه     |

شیده داییِ کیخسرو بود و عاقبت نیز به دست کیخسرو هلاک شد.
در شاهنامه نام شیده نام اسب مخصوص و محبوب گیو پهلوان بزرگ ایرانی نیز می‌باشد که در برخی از جنگ ها از جمله نبرد معروف بیژن و هومان ، بیژن این اسب را از پدرش گیو برای داشتن موقعیت جنگی بهتر قرض گرفته است.